# Linfield Egyetem
A Linfield Egyetem bölcsészettudományi magánintézmény az Amerikai Egyesült Államok Oregon államának McMinnville városában. Egyetemi formában 2020. július 1-je óta működik.
2022 őszén 1755 hallgatója volt. A Linfield Wildcats sportegyesület csapatai a Northwest Conference tagjaként az NCAA III-as divíziójában játszanak.

## Története
Az intézmény története Oregon Territórium kezdetéig nyúlik vissza, amikor baptista telepesek Oregon Cityben 1848-ban megalapították az Oregoni Baptista Oktatási Társaságot; a szervezet 1849-ben létrehozta az Oregon City-i Főiskolát. 1855-ben Sebastian C. Adams McMinnville-ben egy iskoláért lobbizott; mivel ő és társai katolikusak voltak, az új intézmény is az lett. A W. T. Newby által adományozott 2,4 hektáros területen Newby, Adams, William Dawson és James McBride megnyitották az új iskolát, melynek költségeit kezdetben maguk állták, majd az intézmény vezetésével Adamset bízták meg. Az egyszemélyi irányítás és a finanszírozás problémái miatt másfél év elteltével Adams javasolta, hogy az iskolát adják át a baptistáknak, akik 1858-ban engedélyt kaptak a West Union Institute megalapítására. Az átadás feltétele volt, hogy legalább az egyik oktatót továbbfoglalkoztatják.  A baptisták 1857-ben területet vásároltak, majd a törvényhozás 1858-ban nyilvántartásba vette a McMinnville-i Baptista Főiskolát. Neve 1898-ban McMinnville-i Főiskolára változott.
1922-ben felvette George Fisher Linfield baptista lelkész nevét, akinek özvegye, Frances Eleanor Ross Linfield női dékán és igazgatótanácsi tag a keresztény oktatás fejlesztésére jelentős adományt adott az iskolának (közte egy spokane-i telket). Jonas A. Jonasson oktató szerint az igazgatótanácsi emlékeztetők alapján Linfield adománya az oktatásfejlesztés mellett nevük ismertté tételét is szolgálta.
Az 1975-ben indult felnőttoktatási program később online résszel egészült ki. 1982-ben a portlandi szamaritánus kórházzal való megállapodás részeként ápolóképzés indult.
2019-ben, Miles Davis rektor hivatalba lépését követően az egyetem kivásárlási ajánlatot tett az alacsony létszámú bölcsészeti kurzusok oktatóinak, egyben bejelentették, hogy a jövőben inkább az ápolói és üzleti képzéseket helyeznék előtérbe. A döntés miatt a vezetőség és a bölcsészettudományi oktatók közötti viszony megromlott.
Az intézmény 2020. július 1-jén egyetemmé alakult.

### Szexuális zaklatással és antiszemitizmussal kapcsolatos vádak
Miután 2017-ben és 2019-ben többen is szexuális zaklatással vádolták David C. Baca igazgatósági tagot, az oktatók 88–18 arányban elfogadták az ellene indított bizalmatlansági indítványt; ettől függetlenül az egyetem vezetősége továbbra is támogatásáról biztosította. Baca később benyújtotta lemondását.
A diákok petíciót indítottak Baca leváltásáért; ugyanekkor egy külső szervezet vizsgálatot indított, mert egy oktató szerint a vezetőség két tagja is „illetlen helyen érintette meg”.
2021 áprilisában Miles K. Davis rektort több oktató is antiszemitizmussal vádolta. A rektor az érzékenyítő tréningeket szorgalmazó Rágalmazásellenes Ligának küldött levelében tagadta a vádakat. A vizsgálat az egyik vádpontot megerősítette, a másikat azonban nem tudta. Egy oktató panaszt nyújtott be az oregoni munkaügyi hivatalhoz, mert szerinte Davis és Baca vallása miatt diszkriminálták és zaklatták. 2021. április 19-én a Davis és Baca elleni bizalmatlansági indítványokat is elfogadták, és lemondásukat követelték. Az intézmény kirúgta az egyik bejelentőt, egy zsidó oktatót, aki pert indított az iskola ellen. 2023 februárjában egymillió dollár kártérítésről állapodtak meg.
2021 szeptemberében Baca lemondott igazgatósági elnöki pozíciójáról.

## Campusok

### McMinnville
Az egyetem székhelye 1881-ben költözött az 5. és C utcák csomópontjában található campusról mai helyére, közelebb a belvároshoz. Egy felirat szerint a mai campus Samuel Cozine és feleségének ajándéka volt. Az 1883-ban megnyílt, a történelmi helyek jegyzékében is szereplő Pioneer épület az egyetem legrégebbi létesítménye.
Az 1990-es évek végén megvásárolták a Hewlett-Packard egyetemmel szemközti területét, amivel a campus területe több mint duplájára nőtt.
A 76,5 hektáros székhelyen található a Művészettudományi Főiskola és az Üzleti Intézet.

### Portland
Az északnyugat-portlandi campus 1892-ben nyílt meg a szamaritánus kórházzal szemközt. Ma itt folyik az Emily Loveridge által 1890-ben indított ápolóképzés.
2021 februárjában az ápolóképzést a Nyugati Államok Egyetemétől vásárolt nyolc hektáros telephelyre költöztették át.

## Oktatás

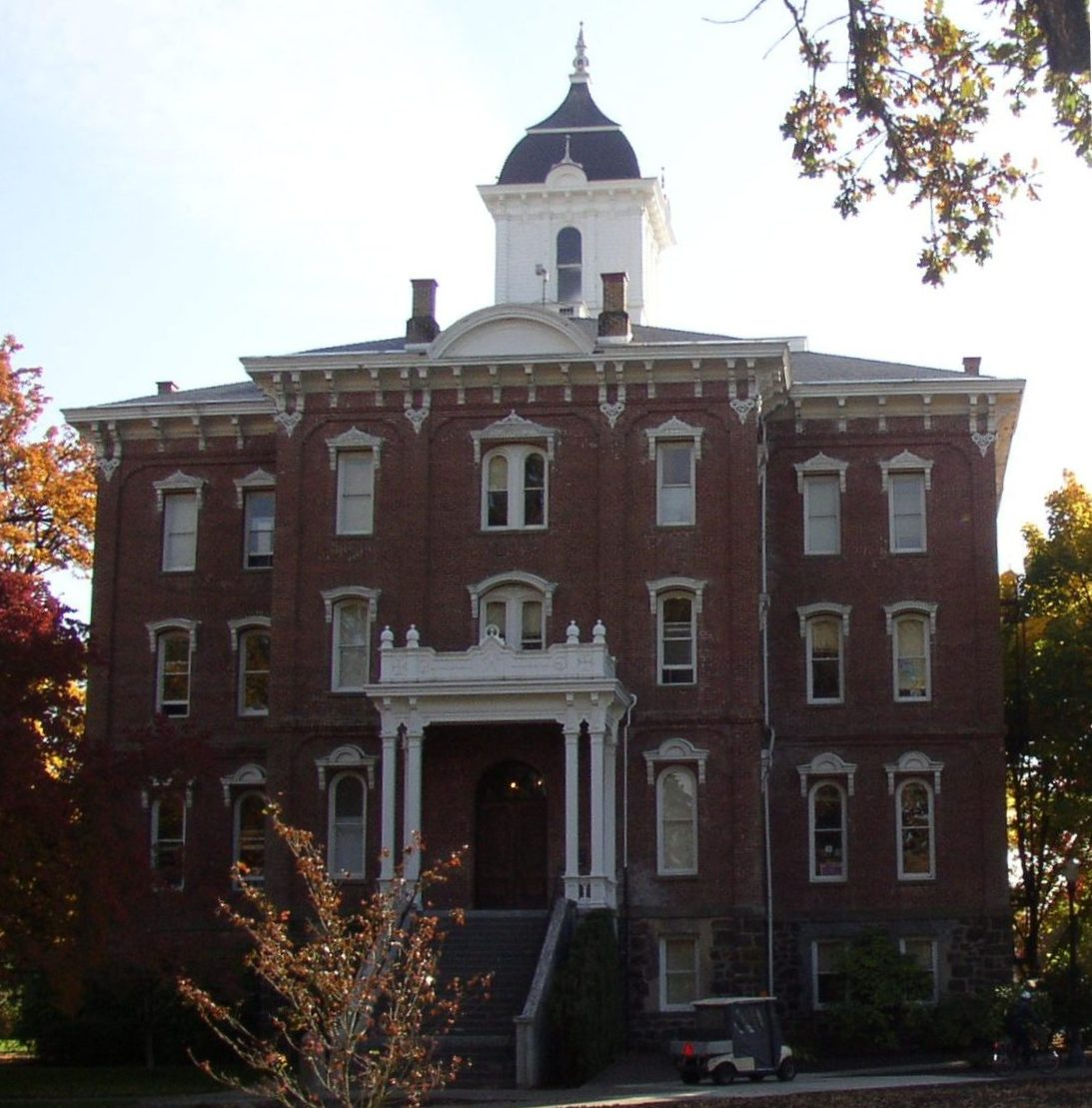
A Pioneer épület, az egyetem legrégebbi létesítménye

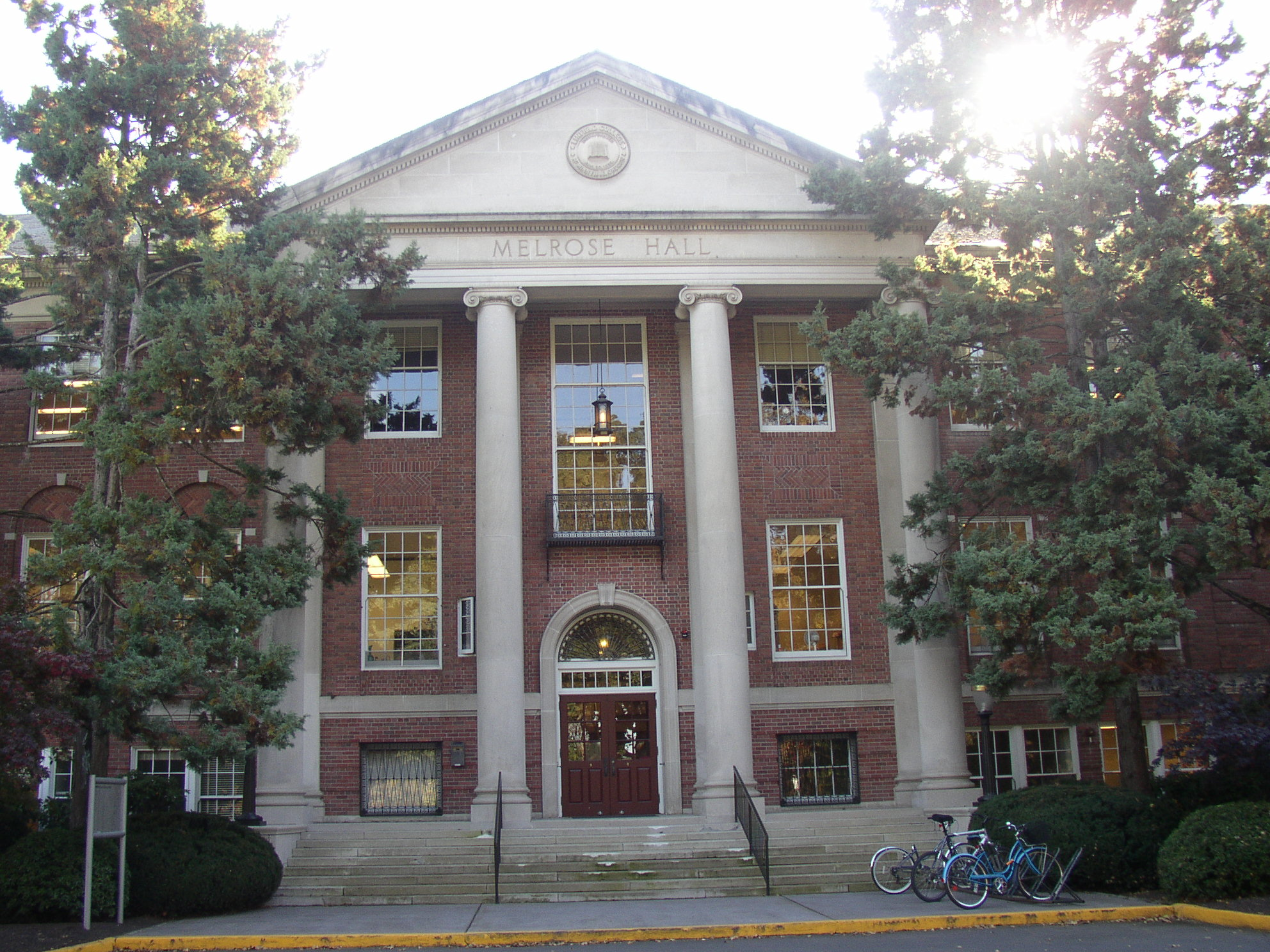
A Melrose épület, a tanulmányi hivatal székhelye

Az intézményben alapképzésben 55 major- és 48 minorszakon, öt mesterszakon és nyolc felsőoktatási alapképzési szakon folyik oktatás, emellett egészségtudományi, mérnöki, üzleti, jogi és gyógyszerészeti előkészítő képzések is indulnak.
Egy és két szemeszter hosszúságú külföldi képzésen is részt lehet venni; a hallgatók első külföldi útjának útiköltségét megtérítik. A Portlandi Közösségi Főiskolával duális képzési megállapodást kötöttek.

### Akkreditáció
Az egyetemet az Északnyugati Főiskolák és Egyetemek Szövetsége akkreditálta, az egyes képzéseket külön akkreditálták.
Az ápolóképzést az Oregoni Állami Ápolási Tanács és a Felsőoktatási Ápolóképzési Szövetség, a tanárképzést pedig az Oregoni Tanári Normák és Gyakorlatok Bizottsága akkreditálta. A zenei képzést a Nemzeti Zeneiskolai Szövetség, az edzőképzést pedig az Atlétikaiedző-képzési Akkreditációs Szövetség ismerte el.

### Rangsorok
Az intézményt a The Economist a képzések gazdasági értékét vizsgáló 2015-ös 1275 iskolát sorba állító rangsorában a 27. helyre sorolta; ugyanezen évben a hátrányos helyzetű hallgatókat segítő iskolák listáján a legjobbak közé került. Az esélyegyenlőségi tanulmányt a UCB, a Stanford Egyetem, a Brown Egyetem és az USA államkincstára állította össze. A Linfield a Washington Monthly 2016–2017-es és 2020–2022-es listáján is a legjobb oregoni és washingtoni bölcsészettudományi intézmények között, 2017 és 2021 között pedig az országosan legjobb bölcsészegyetemek között szerepel.
A U.S. News & World Report 2022-es és 2023-as társadalmi mobilitási ranglistáján az első helyen áll. A Washington Monthly teljesítménylistáján az államban az első, országosan a 27. 2017 és 2022 között az újság diverzitási toplistáján az első helyen áll, 2020-ban pedig az első hallgatók számára leginkább megfelelőbb bölcsészintézménynek nevezték.
Az Egyéni Jogok és Véleménynyilvánítás Alapítványa 2022-ben a szólásszabadság szempontjából tíz legrosszabb intézmény közé sorolta. 2023-ban bekerült a The Princeton Review zöld főiskolákat bemutató kiadványába.
Az online üzleti képzést a U.S. News & World Report 2023-ban, az ápolóképzést pedig 2022-ben és 2023-ban is a legjobbnak nevezte.

## Hallgatói élet
A negyven hallgatói szervezet munkáját az Associated Students of Linfield University és a Wildcat Entertainment Board fogja össze.

### Diákszövetségek
Az egyetemen négy lány- (Alfa Fí, Dzéta Tau Alfa, Szigma Kappa Fí és Fí Szigma Szigma) és három fiúszövetség (Delta Pszí Delta, Pí Kappa Alfa és Théta Khí) található. A Szigma Kappa Fí és a Delta Pszí Delta helyi szervezetek, a többinek országos kapcsolódása van. A Linfielden a diákszövetségeknek nincs székházuk.

## Rendezvények

### Camas Festival
A prérigyertya-fesztivált a Grand Ronde-i őslakosokkal és a Yamhill megyei vízügyi bizottsággal együttműködésben 2021 óta május első hétvégéjén rendezik meg. A mcminnville-i campus dolgozói és hallgatói az épületen növekedő prérigyertyahajtást nevelni kezdték. A rendezvénysorozat bemutatja a növénynek otthont adó Cozine-pataki régiót.

### Edith Green Memorial Lecture Series
Az Edith Green képviselőről és igazgatótanácsi tagról elnevezett eseménysorozat keretében az egyetemen előadásokat tartanak. Az első, 1988-as esemény nyitóbeszédét Gerald Ford, az USA 38. elnöke mondta.

### Oregon Nobel Laureate Symposium
Charles Walker rektor 1981-ben számos támogatást szerzett Nobel-díjasok McMinnville-be csábítására. A szimpózium a Bill Apel későbbi káplán és vallástudományi oktató által szervezett világbéke tematikájú előadássorozatból nőtt ki. Az eseményt 1986 és 1991 között évente rendezték meg. Az előadó Nobel-díjasok között voltak Elie Wiesel, Franco Modigliani, Óscar Arias Sánchez, Jose Ramos-Horta és Harold Kroto. A szimpóziumom tíz év szünet után 2023-ban rendezték meg újra William Daniel Phillips és David J. Wineland részvételével.

### Wildstock
A Wildstock május elején tartott tanévzáró koncert. Korábban felléptek Dan + Shay, Marc E. Bassy és Chris Lane is.

### Nem egyetemi szervezésű rendezvények
Az egyetem nem saját rendezésű eseményeknek is otthont ad:
- Nemzetközi Pinot Noir fesztivál: 1987 óta rendezik meg[46]
- Les Schwab bowlmérkőzés: nyári középiskolai játék a Memorial Stadiumban[47]
- Mente Summit: a Mente szervezet programsorozata, melyben a felsőoktatást népszerűsítik a latinók körében[48]

## Média

### The Linfield Review
A The Linfield Review az egyetem hallgatói hetilapja, amelyet a hallgatói önkormányzat finanszíroz. A 2007. március 16-ai szám szerint az Associated Collegiate Press portlandi versenyén a harmadik helyet érte el. 2021-ben a Northwest Association of Journalism Educators a honlapot és a tartalmat tíz pontban kitüntette. Maddie Loverich a gólyák softballmérkőzéseiről szóló cikkéért sportírói elismerésben részesült.

### Linfield Pawdcast Network
A Linfield Pawdcast Network hallgatói és oktatói podcastokat készít. A médiatanszék 2021-ben indította el podcastoktatását a KSLC rádióadó stúdiójában. Kendall Harrisont és Nathaly Sanchezt a National Public Radio 2021. április podcastbajnokságában is megemlítették. 2023-ban Mackenzie Kulick podcastja a médiaoktatói szövetség audioversenyén harmadik helyezett lett.

## Sport
A Linfield Wildcatsnek férfi- és nőikosárlabda-, hosszútávfutó-, amerikaifutball-, férfi- és nőigolf-, nőilacrosse-, férfi- és nőilabdarúgó-, softball-, úszás-, férfi- és nőitenisz-, atlétikai, nőiröplabda-, valamint férfi- és nőibirkózó-csapatai vannak. Versenysporton kívüli ágakat is kínálnak.
Az amerikaifutball-csapat 1956 óta minden mérkőzését megnyerte; 2022. október 15-én nyertek 66. alkalommal.

### Nemzeti bajnokságok
A Linfield Wildcats négy amerikaifutball-bajnokságot (1982, 1984, 1986 és 2004) nyert, emellett további három alkalommal (1961, 1965 és 1992) játszottak. A baseballcsapat három (1966, 1971 és 2013), a softballcsapat pedig kettő (2007 és 2012) bajnokságot nyert, utóbbi további kettőn (2010 és 2012) jelen volt.
| Év   | Sportág              | Vezetőedző      | Helyszín                                 | Divízió  |
| ---- | -------------------- | --------------- | ---------------------------------------- | -------- |
| 1966 | Baseball             | Roy Helser      | –                                        | NAIA II  |
| 1971 | Baseball             | Ad Rutschman    | Municipal Stadium (Phoenix, Arizona)     | NAIA II  |
| 1982 | Amerikai futball     | Ad Rutschman    | Maxwell Field (McMinnville, Oregon)      | NAIA II  |
| 1984 | Amerikai futball     | Ad Rutschman    | Maxwell Field (McMinnville, Oregon)      | NAIA II  |
| 1986 | Amerikai futball     | Ad Rutschman    | Maxwell Field (McMinnville, Oregon)      | NAIA II  |
| 2004 | Amerikai futball     | Jay Locey       | Salem, Virginia                          | NCAA III |
| 2007 | Gyors ütemű softball | Jackson Vaughan | Moyer Sports Complex (Salem, Virginia)   | NCAA III |
| 2011 | Gyors ütemű softball | Jackson Vaughan | Moyer Sports Complex (Salem, Virginia)   | NCAA III |
| 2013 | Baseball             | Scott Brosius   | Fox Cities Stadium (Appleton, Wisconsin) | NCAA III |

## Nevezetes személyek
Az egyetem nevezetes hallgatói és oktató között vannak Scott Brosius baseballjátékos, Kenneth Scott Latourette történész, Douglas Robinson fordító, Amy Tan író, Rex T. Barber pilóta, Aparna Brielle színész és Joe Medicine Crow indián aktivista, akit Barack Obama 2009-ben Elnöki Szabadság-érdemrenddel tüntetett ki.

## Fordítás
- Ez a szócikk részben vagy egészben  a   Linfield University című angol Wikipédia-szócikk ezen változatának fordításán alapul.  Az eredeti cikk szerkesztőit annak laptörténete sorolja fel. Ez a jelzés csupán a megfogalmazás eredetét és a szerzői jogokat jelzi, nem szolgál a cikkben szereplő információk forrásmegjelöléseként.